# Enamórate
Enamórate  é uma telenovela mexicana produzida por Gerardo Zurita e exibida pela Azteca entre 27 de janeiro e 18 de julho de 2003. 
Foi protagonizada por Yahir e Martha Higareda e antagonizada por Fernando Sarfatti, Amara Villafuerte, José Antonio de la O e María Inés Guerra.

## Elenco
- Martha Higareda - Celeste Serrano
- Yahir - Yahir Jiménez
- Fernando Sarfatti - Arturo Jiménez
- Amara Villafuerte - Marcia
- Mario Zaragoza - Francisco
- Martha Cristiana - Isadora
- José Antonio de la O - Federico
- María Inés Guerra - Dulce María Alcázares
- Michel Brown - Mariano
- Tamara Montserrat - Consuelito
- Marimar Vega - Fedra
- Juan Pablo Medina - Samuel
- Guillermo Ivan - "El Punky"
- Fernando Noriega - El  Ángel
- Mauricio Barrientos - El Diablo
- Mariana Gajá - Lucía
- Erik Hayser -
- Kenya Mori - Jimena
- Humberto Busto - Fabio
- Adriana Louvier - Pato
- Zoraida Gómez - Darketa
- Concepción Márquez - Mechita
- Jair de Rubín - Rubén "El Negro"